# チェリー (プロレスラー)
チェリー（1974年5月14日 - ）は、日本の女子プロレスラー。年齢を非公開としていたためリング上で度々ネタにされていたが、「ファンタジー」として非公開を貫き通していた。

## 経歴
幼少の頃に女子プロレスを見て、当時敵わなかった姉に勝ちたいという気持ちから将来女子プロレスラーになることを意識。柔道を習い始める。
柔道推薦で高校に進学、その後プロレスラーを目指す予定だったが、過酷な練習による膝の怪我が元で女子プロレスの道を断念。
本人は興味がなかったが、なぜか地元のヤンキーの間で奪い合いになるほど人気があり、不意打ちで奪われたファーストキスはシンナーの味だったという。
高校卒業後は短大へ柔道推薦の話を断って、ジャーナリスト専門学校へ進学。同校の先輩には鈴木健がいた。
卒業後、ガールズバーなどのバイトをしながらアロマや整体などの専門学校で学び、マッサージ（ロミロミ等）の仕事を始める。また、この時期に運動のためバトラーツジムに通い始める。
26歳の時に、11歳当時に国際科学技術博覧会にて投函した「15年後の自分に届く手紙」が届き、「プロレスラーになっていましたか？」という内容を読んで再びプロレスラーを目指す気持ちが再燃。

### プロレス
- 2004年5月30日、DDTプロレスリング北沢タウンホール大会にスーパーストロングマシーン子として出場。
- 2004年6月16日、DDTプロレスリング北沢タウンホール大会でチェリー名義の所属選手として、藤田峰雄とのタッグで高梨将弘＆「昭和」子を相手にデビュー。
- 2005年11月3日、ユニオンプロレス再旗揚げに伴い移籍。ユニオン移籍後は他団体へゲスト参戦する機会が増え、女子団体を中心に積極的に試合をしている。
- 2008年6月17日、プロレスリングWAVEによる若手中心の興行「ヤング オー!オー!」の終身名誉顧問に任命された。
- 2010年9月27日、女子プロレス界の動き・話題に絡んでいくためとして、Ustream番組「さくらんぼ狩りナイト!」を開始。
- 2010年10月7日、DDT48総選挙の結果発表で3位となる[1]。
- 2010年12月10日、DDTの運営するカレー店「ニコニコカレー」（旧名・ミツボシ）の開店と共に店長に就任。
- 2011年7月24日、店舗物件の賃貸契約満了、及び従業員の退社に伴い、ニコニコカレー閉店。
- 2012年3月3日、ブログを長年使っていたlivedoorブログから、アメブロに移転。
- 2012年5月4日、ユニオン後楽園ホール大会で対さくらえみ with 紫雷美央[2]に敗れ、生年月日を公開、その時点で37歳であった。
- 2015年、DDTが開校したプロレス教室の講師に就任。
- 2015年10月、ユニオン解散に伴いDDT復帰。ただしユニオン時代同様の他団体参戦は継続するためDDTにはスポット参戦となる。
- 2018年4月30日をもって、DDTを退団しフリーに転向し占い師レスラーとして活動。DDTには不定期参戦。
- 謎の覆面レスラーさくらんボニータとして、2018年9月から開催されたアクトレスガールズシングルチャンピオン決定トーナメントに出場[3]。

## 戦歴
2004年
- 6月16日、東京・北沢タウンホールにおいて、対高梨将弘（現：マサ高梨）、「昭和」子（現：バンビ）組戦でデビュー。デビュー戦のパートナーは藤田峰雄。

2005年
- 6月29日、東京・後楽園ホール（DDTプロレス Audience2005）において、アイアンマンバトルロイヤルに参加。

2006年
- 4月15日、「格闘美〜Future〜（League Princess公式戦）」において、風香と対戦。飛び付き腕ひしぎ逆十字でギブアップ負け。
- 4月23日、「格闘美〜Future〜（League Princess公式戦）」において、春日萌花と対戦。チェリトーン・ボムで勝利。
- 5月4日、「格闘美〜Future〜（League Princess公式戦）」において、栗原あゆみと対戦。敗れる。
- 5月13日、「格闘美〜Future〜（League Princess公式戦）」において、市井舞と対戦。スモールパッケージホールドで敗れる。
- 6月11日、「格闘美〜Future〜（League Princess公式戦）」において、浦井百合と対戦。ダブルクラインで勝利。
- 6月24日、「格闘美〜Future〜」において、渋谷シュウ、中川ともかと組んで、市井舞、春日萌花、浦井百合組と対戦。ダブルクラインで春日から勝利。
- 9月10日、新木場1stRING「格闘美〜Dreamer06〜」において、元気美佐恵と組んで、タニー・マウス、阿部幸江組と対戦。元気がタニーに丸め込まれて敗れる。
- 9月17日、新木場1stRING「格闘美〜Dreamer06〜」において、アップルみゆきとタッグチーム「フルーティ☆ボンバー」を組んで、闘牛・空、闘獣牙Leon組と対戦。空に丸め返され敗れる。
- 10月7日、東京・新木場1stRING「格闘美〜Dreamer06〜」において、風香と組んで、市井舞、佐藤綾子組と対戦。風香が市井の彗星キックで敗れる。
- 10月28日、東京・新木場1stRING「格闘美〜Dreamer06〜」において、カリビアン・RUMと対戦。敗れる。
- 12月31日、東京・後楽園ホール「第4回ジュニア・オールスター戦」において零（現：Ray）と対戦。シューティングスタープレスで敗れる。

2007年
- 4月27日、ユニオン 赤レンガ大会において吉田万里子と対戦。蜘蛛絡みで敗れる。
- 7月4日、ユニオン 新木場1stRING大会において、石川修司と組んでワンデイ・タッグトーナメントに出場。決勝に進み、大家健をチェリトーン・ボムで沈めて優勝。KO-Dタッグベルト挑戦権を獲得。
- 8月11日、ユニオン 闘うビアガーデンにおいて、吉田万里子をパートナーに迎え、ヌルヌルブラザーズ（中澤マイケル・松永智充）とKO-Dタッグ選手権を争う。男子相手に熱戦を繰り広げるが、中澤のマイケル・ノーモアクライ∞に敗れる。
- 11月21日、ユニオン 新木場1stRING大会において、倉垣翼と対戦。ケブラドーラ・トド・アルトで敗れる。
- 12月31日、東京・後楽園ホール「第5回ジュニア・オールスター戦」に2年連続出場。渋谷シュウ、大木アスカと組んで、華名、中川ともか、大畠美咲組と対戦。渋谷が大畠からサタニカでギブアップを奪う。

2008年
- 3月5日、ユニオン 新木場1stRING大会のメインにおいて、日向あずみと対戦。男子団体での女子選手のメインはFMWでの工藤めぐみ以来の快挙となり注目を集めるが、日向のみちのくドライバーIIで敗れる。
- 4月29日、NEO 板橋グリーンホール大会において、渋谷シュウと組んで、宮崎有妃、植松寿絵組と対戦。宮崎をウラカン・ラナで丸め込み、勝利。
- 5月4日、北沢タウンホールにて初の自主プロレス興行「ファンタジー・イリュージョン」を開催。メインで石川ジャイ子と組み、高梨マサ子、ランジェリー武藤娘組と対戦。高梨マサ子にチェリトーン・ボムで勝利。
- 5月5日、NEO 後楽園ホール大会において、渋谷シュウと組んで、NEOマシンガンズ（タニー・マウス、宮崎有妃）組とNEO認定タッグ選手権を争う。タニーのキン肉バスターで敗れる。
- 8月9日、闘うビアガーデン2008 ユニオンプロレスDAYにおいて、高梨マサ子と敗者ユニオン追放マッチを行う。ジャーマン・スープレックスからのチェリトーン・ボムで勝利。
- 8月16日、プロレスリングWAVE 新宿FACE大会にてバトラーツジム時代の同期である原学と組んで、石川雄規、及川千尋組と対戦。腕ひしぎ逆十字固めで及川からギブアップを奪い、勝利。
- 10月9日、ユニオン 新木場1stRING大会においてさくらえみと対戦。変形ラ・マヒストラルで丸め込まれ敗北するも、試合後にユニオンとアイスリボンの全面抗争を宣言する。
- 12月21日、ユニオン 北千住シアター1010大会においてさくらえみ、高梨マサ子とのハンディキャップマッチに勝利。抗争に終止符を打ち、アイスリボン側と和解した。

2009年
- 2月15日、ユニオン 北千住シアター1010大会において高梨マサ子とのタッグで松本浩代、大畠美咲組と対戦し、フルーツバスケットで勝利。マサ子とのタッグ継続を表明。
- 3月15日、プロレスリングWAVE 新木場1stRING大会において闘牛・空、アルブレッド・ネクレンブルク組とアイアンマンヘビーメタル級選手権試合を行う（パートナーはアーノルド・スケスケジャネーカー）。9分59秒、ジャーマン・スープレックスで闘牛・空をフォールし、第772代王者となった。
- 5月5日、ファンタジーイリュージョン2 板橋グリーンホール大会を開催。メインで石川ジャイ子と組み、アジャ・コング、植松寿絵組と対戦し、春夜恋で勝利。

2010年
- 5月1日、ファンタジーイリュージョン3 新木場1stRING大会を開催。メインで渋谷シュウと組み、石川ジャイ子、シゲコ・デラックス組と対戦し、ファンタジー・イリュージョンで勝利。
- 8月8日、ユニオンビアガーデンプロレス 新木場1stRING大会においてさくらと対戦するも、りほに酷似した覆面レスラー「ブラックチェリー」の襲撃を受けノーコンテスト。以降、みなみ飛香似の覆面レスラーを加えたブラックチェリー1号・2号と抗争を展開するが、一旦和解。
- 10月12日、プロレスリングWAVE 新木場1stRING大会において華名と対戦し、15分時間切れ引き分け。
- 10月28日、DDT勢が多数参戦した韓国WWA蔚山現代中央体育館大会にて桜花由美と対戦し、引き分け。
- 11月3日、ユニオン 新木場1stRING大会のメインイベントにおいて米山香織の持つJWP認定無差別級王座に挑戦するも敗退。
- 12月23日、ファンタジーイリュージョン4 新木場1stRING大会を開催。メインで宮崎有妃と女子では史上初となる60分アイアンマンマッチを戦い、2-1で勝利。

2011年
- 1月3日、ユニオン後楽園ホール大会、さくらえみ似の3号を加えたブラックチェリー軍と再び対戦。春夜恋で2号からフォールを奪い勝利。
- WAVE主催「DUAL SHOCK WAVE2011」に渋谷シュウとの「クラシックギャルズ」で参戦。

2012年
- 「JWPタッグリーグ・ザ・ベスト2012」に阿部幸江との「思春期ーズ」で参戦。
- 4月20日、プロレスリングWAVE大阪大会においてピンクWAVE～Yシャツマッチ～に参戦。腰を負傷し、病院に搬送される。
- 5月4日、ユニオン 後楽園ホール大会においてさくらえみwith紫雷美央と対戦。実年齢コントラ厚化粧マッチに5分3秒、春夜恋で敗れる。試合後、ファンタジー卒業の10カウントゴングが鳴らされ、パスポートがスクリーンに公開される。

2013年
- 5月3日、後楽園ホールにて米山香織、謎覆面Bとの3WAYマッチを制して所属する第2代ユニオン認定Fly to Everywhereワールドチャンピオンになる。
- 8月25日、WAVE新木場大会でWAVE認定タッグ選手権試合（対GAMI&中川ともか)に勝利し、第8代WAVE認定タッグ王者になる。（パートナーは渋谷シュウ）

2015年
- 3月1日、大阪市立港区民センターにて紫雷美央の保持していたFly to Everywhere王座に挑戦し勝利、2度目の戴冠となる。
- 7月29日、希月あおいにFly to Everywhere王座を奪われる。
- 9月15日、希月あおいからFly to Everywhere王座を奪回（3度目の戴冠）。

## 得意技
女子レスラーらしい柔軟なブリッジとバネを利用した投げ技、飛び技、一瞬の隙を突いた丸め込み技を得意とする。女子プロレスで伝統的に使用される技のほかに、主に男子選手が使用する技、既存の技に一工夫加えた技など、ミックスドマッチを多く経験する環境にいることを活かしたファイトが持ち味。自身のリングネームをもじった技のネーミングも特徴。生年月日公表後は実年齢をネタにした技も増えた。
チェリトーンボム
チェリーの使用するスワントーンボム。Baby-MとMIKAMIの2人から伝承された。名前まではいかないもののアイスリボンの雪妃真矢から使用を直訴されて雪妃に伝承させている。
チェリスト（旧名：ダブルクライン）
クロスさせた自身の右手で相手の足を巻き込んで左手を、左手で右手をクラッチして反り投げる変形のダブルリスト・アームサルト。
ダブルリスト・アームサルト
通常のダブルリスト・アームサルト。上記チェリストよりも使用頻度は高い。
エクスプロイダー
元祖は秋山準。
ジャーマン・スープレックス
そのままホールドすることが大半で投げ捨てることはほとんどない。
さくらんボム
フルネルソンの体勢から360℃回転させて放つ変形のリバースDDT。
コルバタ
丸め込んでフォールを狙うのではなく側方から飛び付いて捻りを加え投げ捨てる。
チェリー・ラナ
ウラカン・ラナと同型。チェリーが使用するとこの名称で呼ばれる。
ファンタジーイリュージョン
人工衛星ヘッドシザーズの要領で飛び付き、120%スクールボーイの形で抑えこむ。
春夜恋
アレックス・シェリーの使用するスゥインギング・クルスフィックスとほぼ同型だが、左手のクラッチを解いて両手で覆いかぶさるように両足を抱え込む点が異なる。格上に当たるレスラーからのピンフォール奪取率が極めて高い。
フルーツバスケット
尻餅状態の相手の背後から左腕をクラッチして右側方へ転がりブリッジして極める丸め込み技。
ヤングクラッチ
ジャガー横田の使用するジャガークラッチの要領で丸め込み、さらに立ち上がって相手の上に座り込んで抑え込む。
ランニング・ネックブリーカー
いわゆるジャンピング・ネックブリーカーの形で使用。2連発、3連発とたたみ込むことも多い。
ヤングキック
チェリーの使用するローリングソバットの名称だが、チェリーが繰り出す蹴り全般がこう呼ばれて実況されることも多い。
38（サーティーエイト）クラッシャー
38パンチ、38キックからのコンビネーションで繰り出されるフェイスクラッシャー。
大外刈り
「どっこいしょ！」という掛け声付きで放つ。続いて「よっこいしょ！」「どっこいせ！」と3連発することもある。
熟女でドーン！
両手を組んでの裏拳打ち。「熟女で！ドーン！」の掛け声付きで放つ。
春爛漫
裏十字固め。腕への一点責めからのフィニッシャーとしても使用される。
地獄へようこそ
春夜恋で丸め込んだ相手に対して決める羽根折り脇固め。GAMI命名。

## タイトル歴
- アイアンマンヘビーメタル級王座（第183代、第186代、第772代、第775代、第779代、第789代、第807代、第958代、第1021代、第1024代、第1026代、第1030代、第1034代、第1038代、第1043代、第1050代、第1053代、第1055代、第1064代、第1066代、第1164代、第1268代）
- SGP認定グローバルジュニアヘビー級王座（第6代）
- WAVE認定タッグ王座(第8代、第18代)（パートナーは渋谷シュウ→米山香織）
- トライアングルリボン王座（第16代、第21代）
- ユニオン認定Fly to Everywhereワールドチャンピオンシップ（第2代、第5代）
- WUWワールドアンダーグランドレスリング女子王者選手権王座（第4代）
- W.W.W.D世界エリザベス王座（第15代）

## 入場曲
- シンクロニシティ ／ マサキ[4]

2019年3月より使用。
- 錯乱募〜狂イ咲ク〜 ／ マサキ[5]

フリー転向後より使用。
- キューティーハニー（アニパラmix） ／ NAGISA

DDT退団まで使用されたテーマ曲。当初は「アニパラBEST&MORE」所収のバージョンを使用していたが入場曲アルバム「100%DDT HITS BEST OF 2012」発売時には別リミックスを使用。
- MaGic in youR Eyes ／ Tommy Februrary6

最初期のテーマ曲。